# مبنى سوهو جالاكسي
مبنى سوهو جالاكسي أو سوهو المجرة في العاصمة بيكين. هو مبنى ضخم أبيض الواجهة، يصل طوله إلى ما يقرب من مائتي قدم وحجمه إلى 538،000 قدم مربع. ثم افتتاحه في 2012. تم ترشيحها من قبل الهيئة الملكية البريطانية للمعماريين لجائزة لوبيتيكن عن عام 2013، وذلك عن تصميمها لمبنى سوهو المجرة، حيث تُمنح هذه الجائزة للمعماريين الذين لهم دور قيادي في تقديم أفكار بصرية للقضايا العمرانية. واجه المبنى انتقادات حادة بسبب غلاء سعره، وقلة اهتمام المستثمرين به، وقد قيل عنه أن شركة سوهو التجارية تنتظر بيع المبنى التجاري بمجرد حصولها على سعر جيد يغطي بعض من خسارتها، حيث بينوا أن الاستثمار في هذا المكان لن يعود بالربح على مالكه إلا بعد مرور عشر سنوات كحد أدنى، وهو ما أدى إلى صرف نظر المستثمرين عنه. إضافة إلى أنه قد تم انتقاد فراغات المكاتب بأنها غير قابلة للتعديل ومظلمة جدًا. كما أن موقع المبنى وإطلاله على الطريق الدائري الثاني، من أكثر مناطق بكين تلوثًا، أدى إلى زيادة ذلك لتطلبه إضاءة عالية، إضافة إلى نسبة الزجاج الكبيرة على واجهته مع فراغه المستمر من المستخدمين مما يزيد من كمية الإشعاع الصادر منه على المحيط الخاص به.